# Рене, Сиара
Сиа́ра Рене́ Ха́рпер (англ. Ciara Renée Harper, род. 19 октября 1990, Гаррисберг, Пенсильвания) — американская телевизионная актриса. Посещала старшую школу Дофин, окончила Университет Болдуина-Уоллеса в 2013 году. Наиболее известна по роли Кендры Сондерс / Орлицы в телесериале «Легенды завтрашнего дня». Играла в мюзиклах на Бродвее.

## Фильмография
| Год  |   | Русское название                    | Оригинальное название             | Роль                    |
| ---- | - | ----------------------------------- | --------------------------------- | ----------------------- |
| 2014 | с | Закон и порядок: Специальный корпус | Law & Order: Special Victims Unit | сенора Перес            |
| 2015 | с | Флэш                                | The Flash                         | Кендра Сондерс / Орлица |
| 2015 | с | Стрела                              | Arrow                             | Кендра Сондерс / Орлица |
| 2016 | с | Легенды завтрашнего дня             | Legends of Tomorrow               | Кендра Сондерс / Орлица |
| 2017 | с | Мастер не на все руки               | Master of None                    | Эллен                   |
| 2023 | ф | Краска                              | Paint                             |                         |